# Pentax Spotmatic
Pentax Spotmatic (или Pentax SP) — название линейки малоформатных однообъективных зеркальных фотоаппаратов с резьбовым креплением сменных объективов и сопряжённым TTL-экспонометром. Несколько моделей семейства выпускались компанией Asahi optical в Японии в общей сложности с 1964 до 1976 года. Линейка стала одной из самых успешных за всю историю фотоаппаратостроения, и количество проданных камер по некоторым данным превысило суммарные продажи Canon и Nikon за тот же период.

## Историческая справка
Семейство Spotmatic сменило на конвейере предыдущую линейку Asahi Pentax, унаследовав от неё резьбовое крепление оптики M42×1, известное с 1949 года. Начиная с самой первой модели, новые камеры получили привод прыгающей диафрагмы, значительно повышающий удобство фокусировки. Специально разработанная для «Спотматика» новая серия объективов Super Takumar получила «моргающую» диафрагму, избавленную от необходимости взвода после каждого снимка, как у предыдущих «полуавтоматических» Auto-Takumar. Такой же привод с торцевым толкателем использовался позднее в объективах для немецких Praktica и советских «Зенитов».
Ещё одной важной новинкой стал механизм переключения выдержек затвора, головка которого имеет равномерную шкалу и не вращается при взводе и срабатывании. Это позволило реализовать сопряжение переменным резистором одного из первых в мире TTL-экспонометров с затвором, и обеспечить полуавтоматическое управление экспозицией. Из-за трудностей передачи в камеру значения прыгающей диафрагмы при резьбовом креплении объективов, экспозиция измеряется при рабочем относительном отверстии (англ. Stop-Down Metering) после нажатия клавиши репетира. Современный замер при открытой диафрагме стал возможен только в поздних моделях с объективами серии SMC, снабжёнными поводком измерительной связи. 
Примечательно, что прототип под названием Spot-Matic был представлен на выставке Photokina в 1960 году, на три года раньше первого серийного Topcon RE-Super с TTL-экспонометром. В опытных образцах был реализован точечный замер экспозиции, отражённый в названии камеры (англ. Spot Metering — точечное измерение). Однако, во время подготовки массового выпуска было решено, что такой тип экспонометрии, предпочтительный для большинства профессиональных фотографов, может оказаться слишком сложным и неудобным для рядового потребителя. Поэтому было принято решение отказаться от точечного замера в пользу центровзвешенного, а название по маркетинговым соображениям оставили прежним.
Несмотря на достоинства, все фотоаппараты семейства существенно отставали от аналогичных «зеркалок» других производителей. Устаревший фокальный затвор с горизонтальным ходом матерчатых шторок типа Leica к концу 1960-х годов в 35-мм аппаратуре практически полностью уступил позиции ламельному затвору с более высоким световым КПД и эффективной синхронизацией фотовспышек. Резьбовое крепление объектива к 1960 году вышло из употребления даже в дальномерных фотоаппаратах, а большинство зеркальных камер давно оснащались байонетом с простой и надёжной механической передачей значения диафрагмы в экспонометр. Моторизованная протяжка плёнки была доступна лишь в немногих специализированных версиях «Спотматиков», тогда как другие камеры подобного класса давно имели штатное соединение с приставными электроприводами. 
Тем не менее, сочетание всех минимально необходимых для профессиональной фотографии функций с отличным качеством изготовления при умеренной цене, обеспечило семейству долгую жизнь. Оно получило признание даже за почти непроницаемым для японских камер «железным занавесом», благодаря совместимости с советской и восточногерманской оптикой. После полного прекращения компанией выпуска резьбовых камер, версия SP1000 была почти буквально воспроизведена в байонетной модели Pentax K1000, выпускавшейся ещё 20 лет.

## Asahi и Honeywell

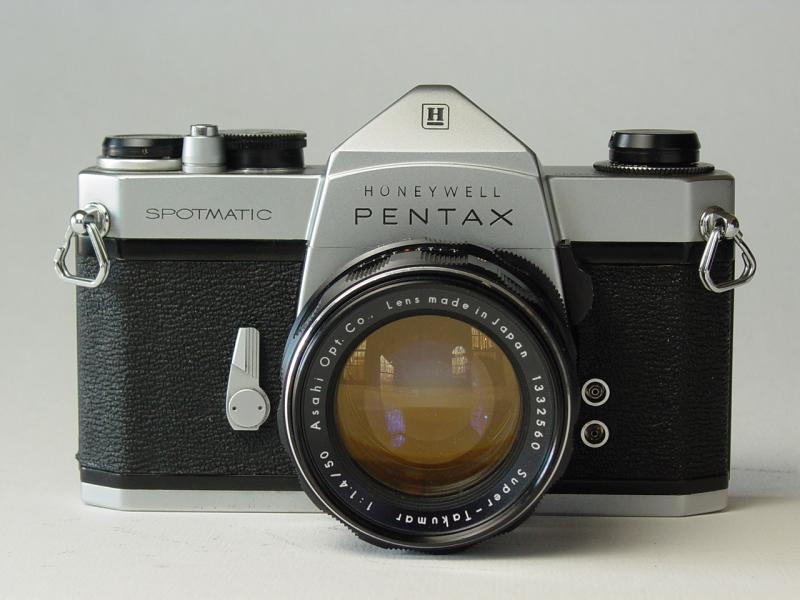
Фотоаппарат Honeywell для рынка США

Компания Honeywell была эксклюзивным дистрибьютором Asahi Optical в США с 1959 по 1974 год. Поэтому на территории страны все камеры этого производителя продавались под торговой маркой Honeywell. Полное название фотоаппаратов этой серии, проданных в США до 1974 года — Honeywell Pentax Spotmatic — тогда как во все остальные страны камеры поставлялись под брендом Asahi Pentax Spotmatic. Это отражалось на внешнем оформлении: на верхней передней грани пентапризмы стандартных «Спотматиков» наносился логотип AOCo в виде шестигранника, а на этом же месте «американских» аппаратов выгравирована буква «H» в квадрате. Точно так же на лицевом шильдике над словом Pentax гравировали Asahi или Honeywell.

## Модельный ряд
Базовая модель Pentax Spotmatic (SP) со съёмным «холодным» башмаком для крепления фотовспышек выпускалась как в «серебристом», так и в чёрном исполнениях. В рамках стратегии Asahi Optical по завоеванию максимальной доли рынка, в том числе малобюджетного, были выпущены упрощённые варианты фотоаппарата SP. Самым дешёвым из них был Pentax SL без какого-либо экспонометра. Ещё у двух моделей SP500 и SP1000 отсутствовал механизм автоспуска, а у первой из них диапазон штатных выдержек укорочен до 1/500 секунды, что отражено в названии.

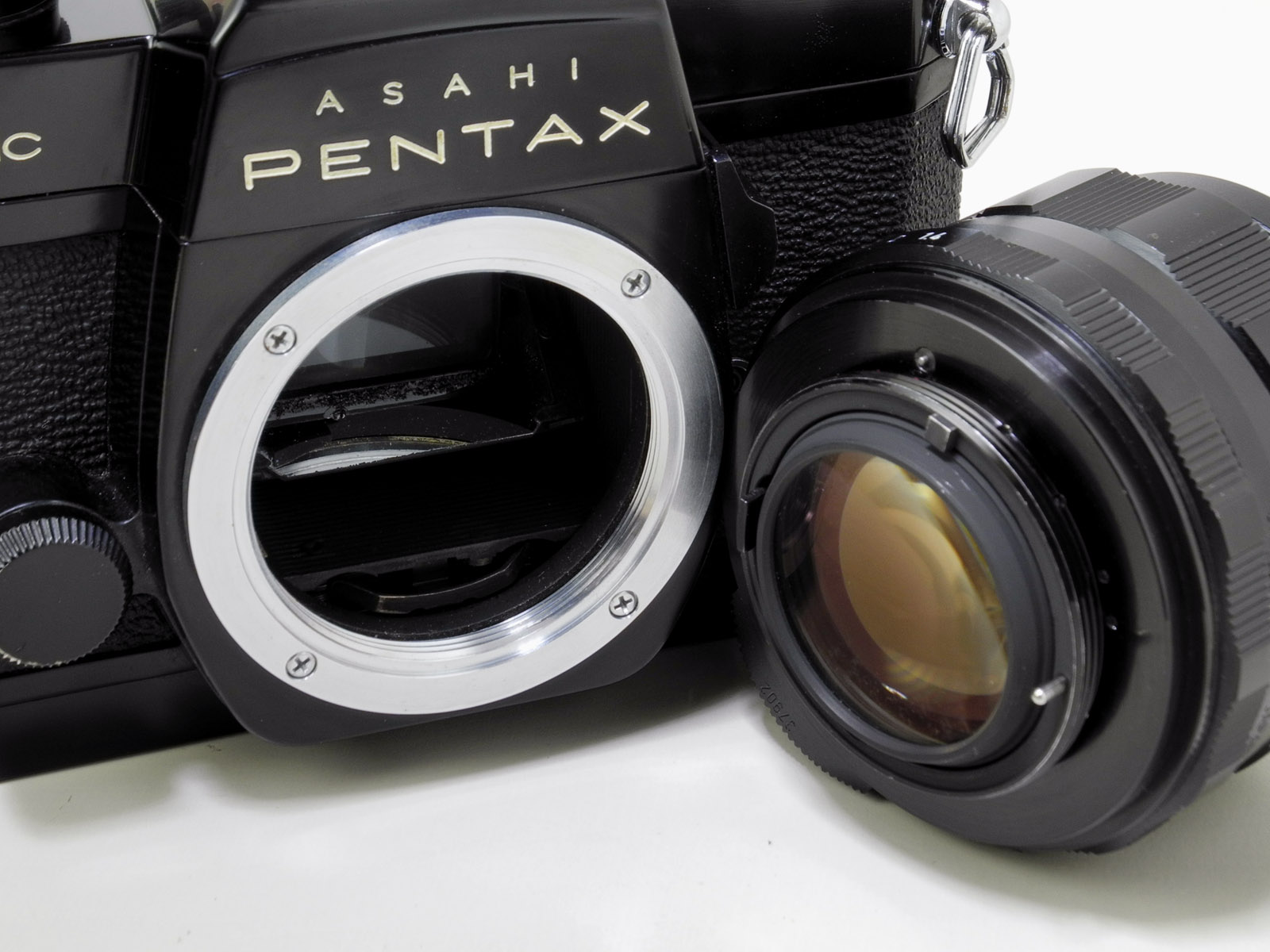
Резьбовое соединение Pentax ES с передачей диафрагмы

Следующая модель Spotmatic II (SPII) отличается от первой улучшенным экспонометром и дополнительным валиком задней крышки для прижима плёнки к зубчатому барабану. Вместо «холодного» башмака камеру оснастили «горячим» с центральным контактом. Переключение синхронизации для разных типов вспышек выполнялось поворотным диском под рулеткой обратной перемотки. Фотоаппарат первым из «Спотматиков» начал комплектоваться новой серией объективов SMC Takumar (англ. Super Multi Coated) с усовершенствованным многослойным просветлением. Специально для американского рынка выпускался вариант этой модели с обозначением Spotmatic IIa (SP IIa), который не поставлялся за пределы США. Камера была рассчитана на работу с автоматизированными фотовспышками Honeywell Strobonar, и оснащалась измерительным сенсором на передней стенке, а также дополнительным контактом в башмаке.
В 1971 году выпущена модель Electro Spotmatic с первым в мире серийным автоматическим фокальным затвором, реализующим режим приоритета диафрагмы. В течение года фотоаппарат продавался только в Японии, и лишь в 1972 году поступил на общий рынок под названием Pentax ES. Спустя два года на смену пришла модель Electro Spotmatic II (ESII), которой вернули утраченный камерой ES автоспуск, а устаревшую батарейку заменили более современными LR44. Кроме того, добавлена окулярная шторка, предотвращающая засветку экспонометра через видоискатель.
Завершила линейку модель Pentax Spotmatic F (SPF), выпуск которой начат в 1973 году. Главным отличием от родоначальника семейства стала возможность измерения экспозиции на открытой диафрагме, впервые реализованная в фотоаппаратах ES и ESII. Функция появилась благодаря специальному рычагу в хвостовике объективов серии SMC Takumar, передающему значение диафрагмы и светосилы в экспонометр.